# Гетеродонтові
Гетеродонтові (Heterodonta) — підклас молюсків (Mollusca) класу Двостулкові (Bivalvia). Цей підклас включає їстівних молюсків, представників родини Серцевидкових і молюсків роду Venus.

## Морфологія
Ці двостулкові молюски відрізняються наявністю двох половинок черепашки однакового розміру, і маючи кілька кардинальних зубів відділених від числа довгих бічних зубів. Більшість видів мають  сифон.

## Ряди
Цей підклас включає чотири вимерлих ряди та п'ять живих двостулкових молюсків, а також ще поки що не визнаний ряд Euheterodonta:
- Ряд † Cycloconchidae
- Ряд † Hippuritoida
- Ряд † Lyrodesmatidae
- Ряд † Redoniidae

## Систематика
У 2010 році нова пропонована система класифікації Bivalvia була опублікована для перегляду класифікації двостулкових молюсків
Підклас: Heterodonta:

### Ряд:Carditoida[5]
- Надродина: Carditoidea
  - Родина: Carditidae
  - Родина: Condylocardidae
- Надродина: Crassitelloidea
  - Родина: Crassitellidae
  - Родина: Astartidae

### Нерозподілені Euheterodonta[7]
- Надродина: Gastrochaenoidea
  - Родина: Gastrochaenidae
- Надродина: Hiatelloidea
  - Родина: Hiatellidae
- Надродина: Solenoidea
  - Родина: Solenidae
  - Родина: Pharidae

### Ряд:Anomalodesmata[8]
- Надродина: Clavagelloidea
  - Родина: Clavagellidae
  - Родина: Penicillidae
- Надродина: Cuspidarioidea
  - Родина: Cuspidariidae
- Надродина: Myochamoidea
  - Родина: Cleidothaeridae
  - Родина: Myochamidae
- Надродина: Pandoroidea
  - Родина: Pandoridae
  - Родина: Lyonsiidae
- Надродина: Pholadomyoidea
  - Родина: Parilimyidae
  - Родина: Pholadomyidae
- Надродина: Poromyoidea
  - Родина: Poromyidae
- Надродина: Thracioidea
  - Родина: Thraciidae
  - Родина: Laternulidae
  - Родина: Periplomatidae
- Надродина: Verticordioidea
  - Родина: Lyonsiellidae
  - Родина: Verticordiidae
  - Родина: Euciroidae

### Ряд:Myoida[9]
- Підряд: Myina
  - Надродина: Myoidea
    - Родина: Corbulidae
    - Родина: Myidae

  - Надродина: Pholadoidea
    - Родина: Pholadidae
    - Родина: Teredinidae

### Ряд:Lucinoida[10]
- Надродина: Lucinoidea
  - Родина: Lucinidae
- Надродина: Thyasiroidea
  - Родина: Thyasiridae

### Ряд:Veneroida[11]
- Надродина: Arcticoidea
  - Родина: Arcticidae
  - Родина: Trapezidae
- Надродина: Corbiculoidea
  - Родина: Corbiculidae
- Надродина: Cyamioidea
  - Родина: Cyamiidae
  - Родина: Neoleptonidae
  - Родина: Sportellidae
- Надродина: Glossoidea
  - Родина: Glossidae
- Надродина: Tridacnoidea
  - Родина: Tridacnidae
- Надродина: Cardioidea
  - Родина: Cardiidae
- Надродина: Chamoidea
  - Родина: Chamidae
- Надродина: Galeommatoidea
  - Родина: Galeommatidae
  - Родина: Kelliidae
  - Родина: Lasaeidae
  - Родина: Leptonidae
  - Родина: Montacutidae
- Надродина: Mactroidea
  - Родина: Cardiliidae
  - Родина: Mactridae
  - Родина: Mesodesmatidae
- Надродина: Tellinoidea
  - Родина: Donacidae
  - Родина: Pharidae
  - Родина: Psammobiidae
  - Родина: Semelidae
  - Родина: Tellinidae
  - Родина: Solecurtidae
- Надродина: Ungulinoidea
  - Родина: Ungulinidae
- Надродина: Cyrenoididae
  - Родина: Cyrenoididae
- Надродина: Veneroidea
  - Родина: Petricolidae
  - Родина: Turtoniidae
  - Родина: Veneridae